# Емблема Папуа Нової Гвінеї
Емблема Папуа Нової Гвінеї (англ. Emblem of Papua New Guinea) — один з національних символів Папуа Нової Гвінеї, затверджений 1971 року.

## Опис
Основним елементом державної емблеми Папуа Нової Гвінеї є зображення райського птаха (Gerrus paradisaea), що сидить на церемоніальному списі тубільців та барабані. У нижній частині емблеми розміщено напис англійською мовою «Papua New Guinea».
Райський птах є символом злагоди, а спис та барабан — єдності нації.